# Spleen-Polka
Die Spleen-Polka ist eine Polka mazur von Johann Strauss (Sohn) (op. 197). Das Werk wurde am 1. November 1857 im Wiener Volksgarten aufgeführt. Ob es zuvor eine Aufführung in Pawlosk in Russland gab, ist möglich aber nicht eindeutig nachweisbar.